# Coulmer
Coulmer é uma comuna francesa na região administrativa da Normandia, no departamento Orne. Estende-se por uma área de 6,42 km². Em 2010 a comuna tinha 90 habitantes (densidade: 14 hab./km²).